# Garluche

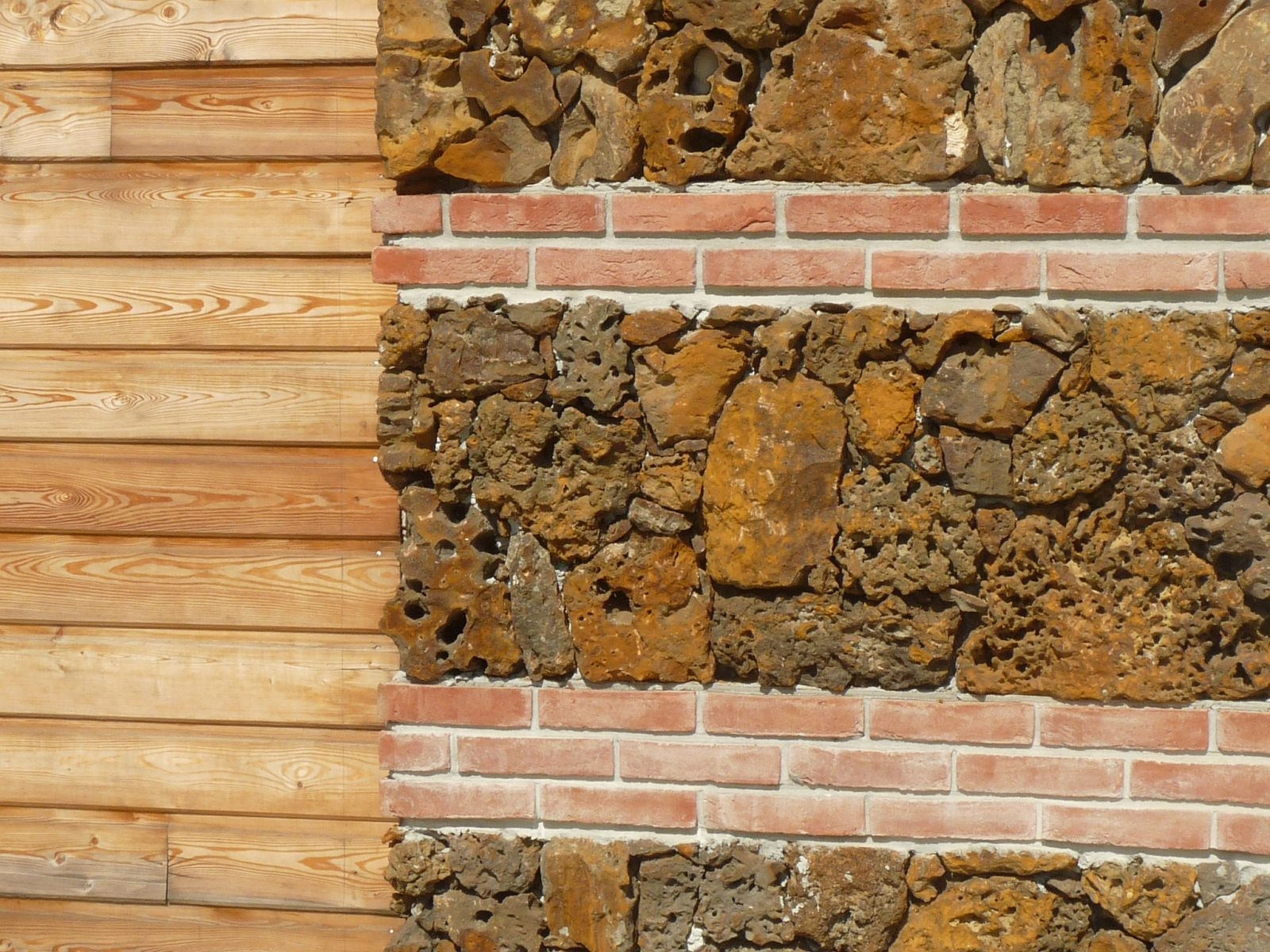
Muro construido en garluche, ladrillos y madera

La Garluche o piedra de las Landas es un piedra conglomerada abundante en las Landas, formada de arenisca ferruginosa, que ha evolucionado del alio. Originalmente utilizado como material de construcción, se llegó a utilizar principalmente como materia prima para la industria siderúrgica en las Landas, principalmente durante la Revolución Industrial en el transcurso del siglo XIX.

## Etimología
La palabra «garluche» proviene de la palabra gascona garluisha, derivada de la raíz prelatina kar/gar. Su significado literal es "la piedra equivocada". La garluche también es conocido por los nombres gascones de pèira nhòga o pèira de lana.

## Presentación

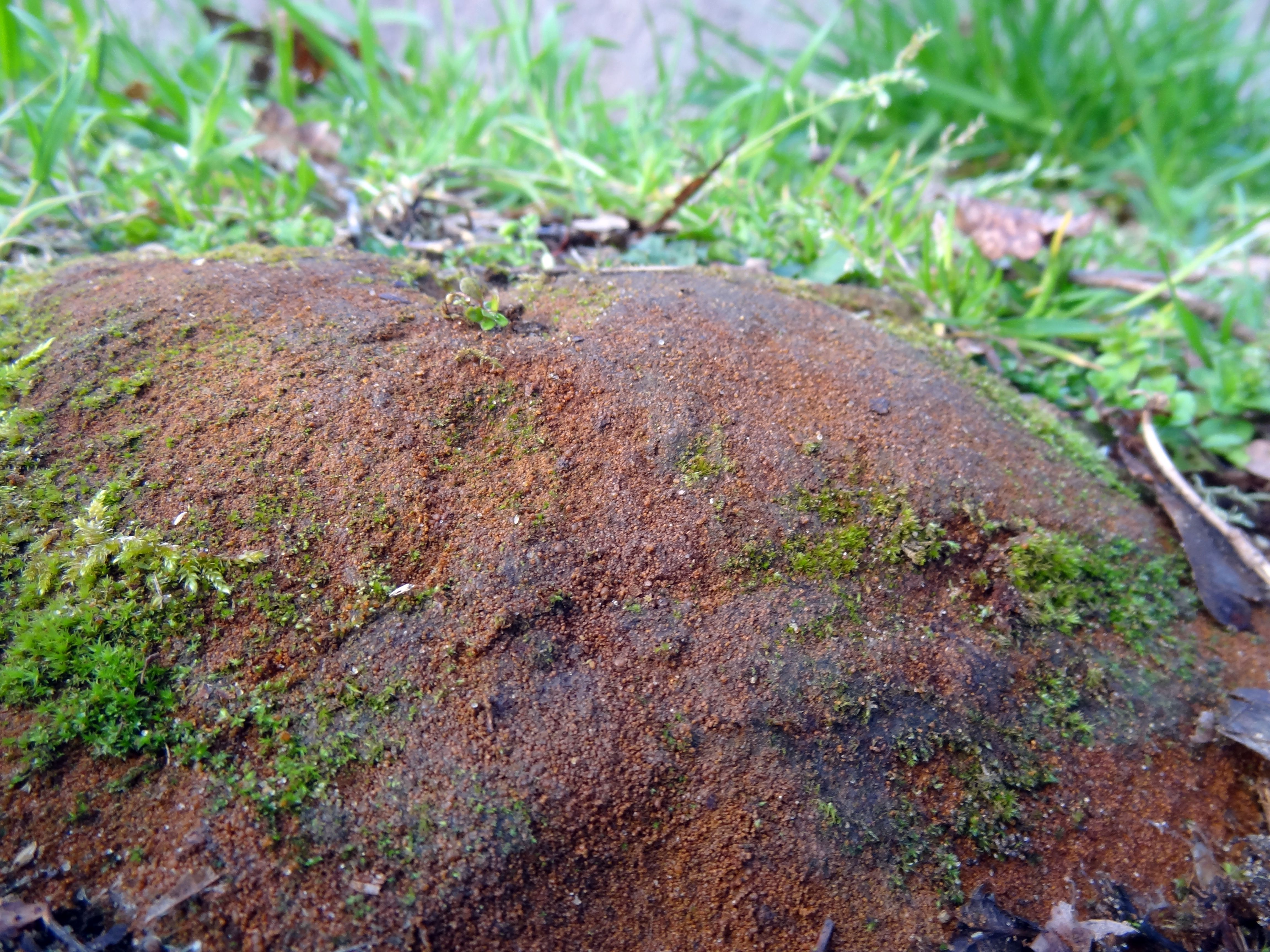
Garluche en afloramiento.

El garluche es de color oxidado y, a menudo, de apariencia cavernosa. Una vez se encontró en abundancia, principalmente en Haute Lande, los valles del Eyre (yacimientos en Pissos, Liposthey, Commensacq) y Estrigon (Vert, Brocas).
Garluche se ha utilizado durante mucho tiempo como material de construcción en las Landas de Gascuña para hacer casas, rediles, graneros, iglesias (en Mézos, en Pontenx-les-Forges, en Biscarrosse) y obras de defensa en la Edad Media.
Como mineral, y a pesar de su bajo contenido de óxido de hierro (10 a 20%), también se utilizó como materia prima para la industria siderúrgica en las Landas, entrando en el proceso de fabricación de fundición de hierro y hierro. La producción, inicialmente artesanal, tomó un giro industrial a partir de la segunda mitad del siglo XVIII. Los yacimientos, abundantes y a poca profundidad, fueron explotados artesanalmente a cielo abierto en el bosque o a lo largo de las orillas de ciertos arroyos. La garluche alimentó así los altos hornos, fundición y forjas de Brocas (en actividad de 1833 a 1904), Castets (1820-1930), Céré, Pissos (1818-1885), Pontenx-les-Forges (1765 -1921), Saint -Paul-en-Born, Saint-Vincent-de-Paul, Uza (1760-1981) y Ychoux.
Estos pequeños centros industriales en las zonas rurales sobrevivieron hasta la extracción de la mineta lorenesa (30% de hierro) muy competitiva y perjudicial para la producción de las Landas.
Se estima que se extrajeron 500.000 toneladas de este mineral entre 1834 y 1892, año en que cesó definitivamente la extracción.

### Ejemplos de construcciones con garluche

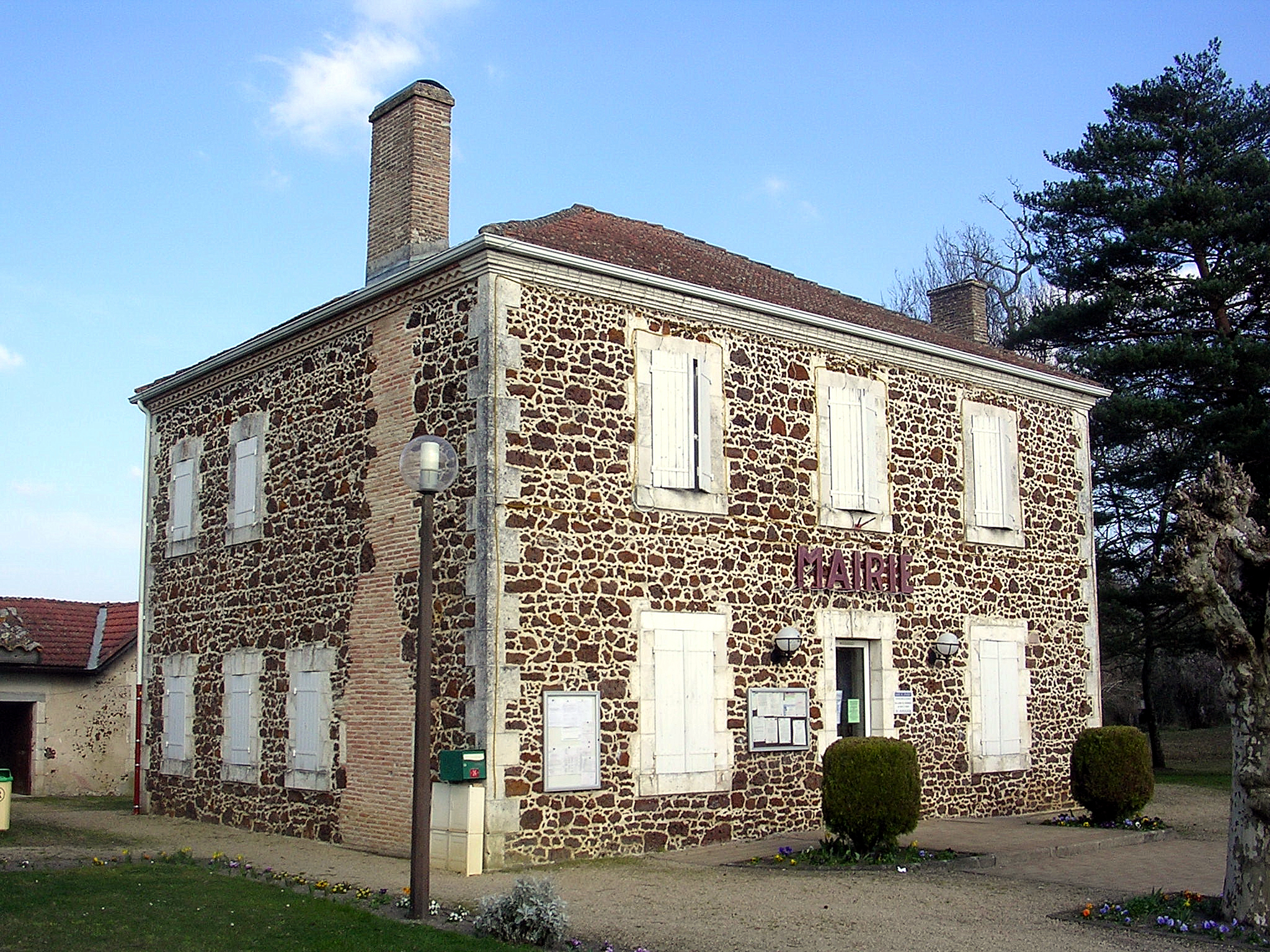
Mairie de Liposthey.
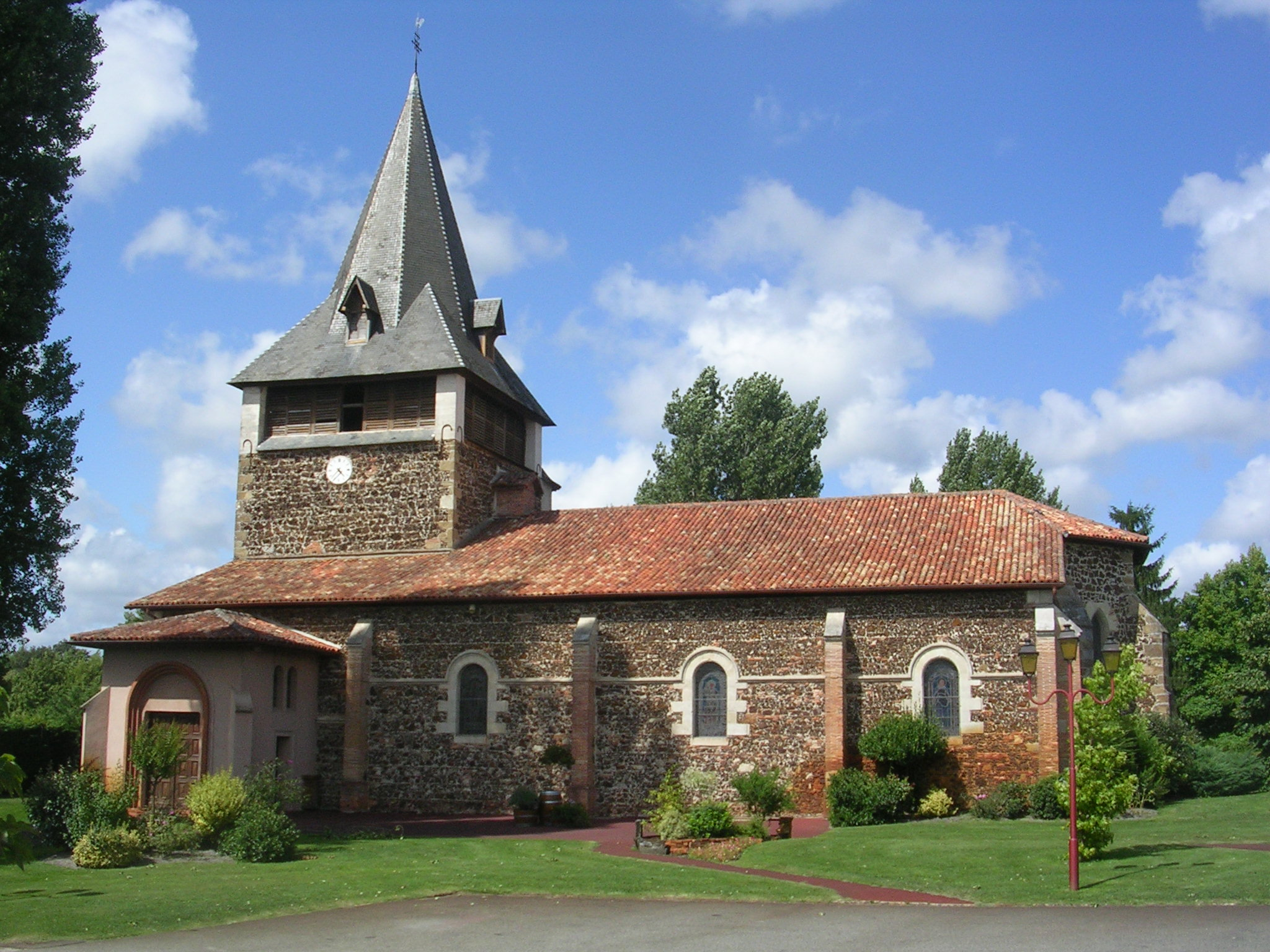
Église Saint-Martin de Pontenx-les-Forges, siglo XV.
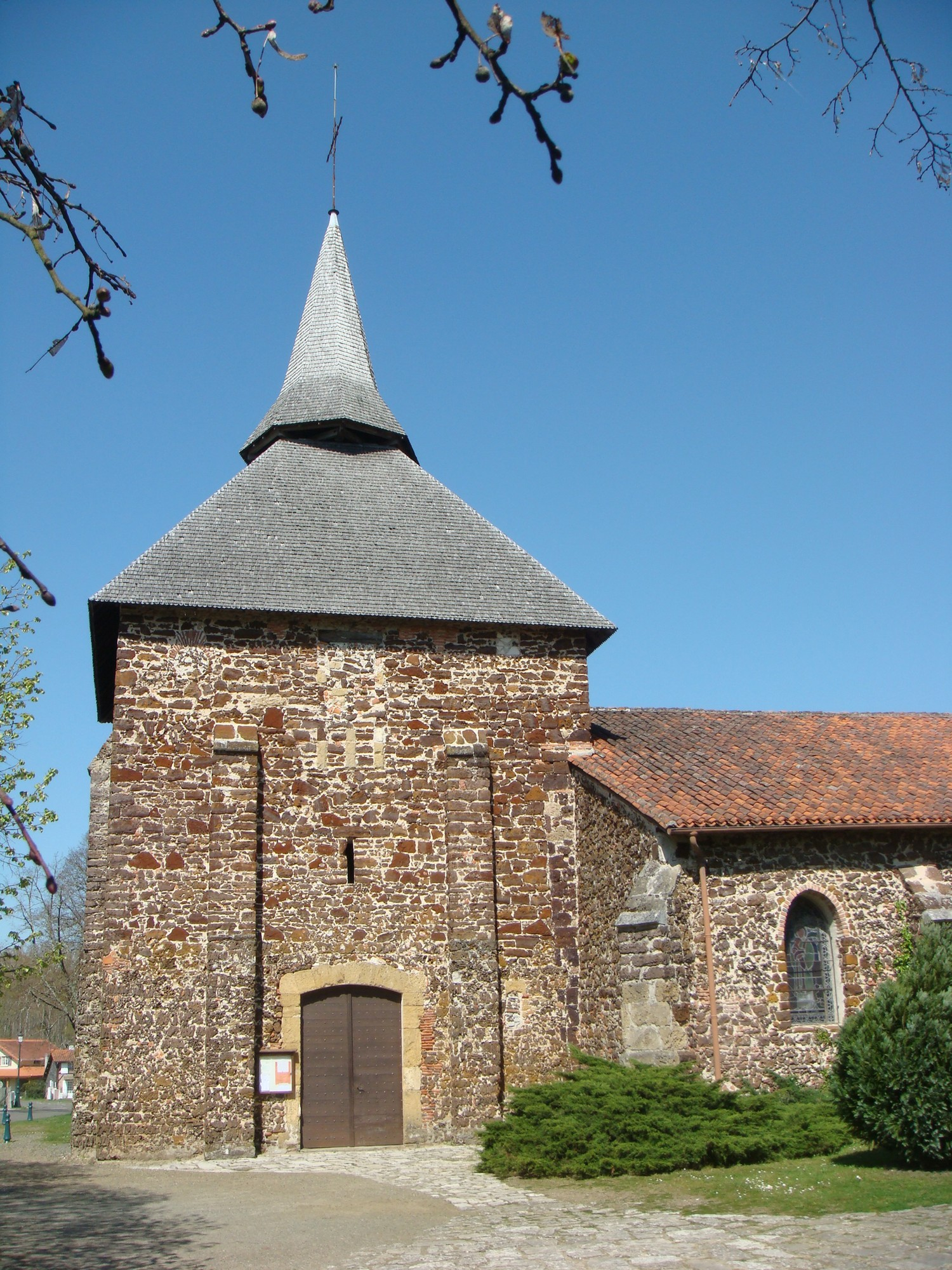
Église Saint-Jean-Baptiste de Mézos, siglo XIV.

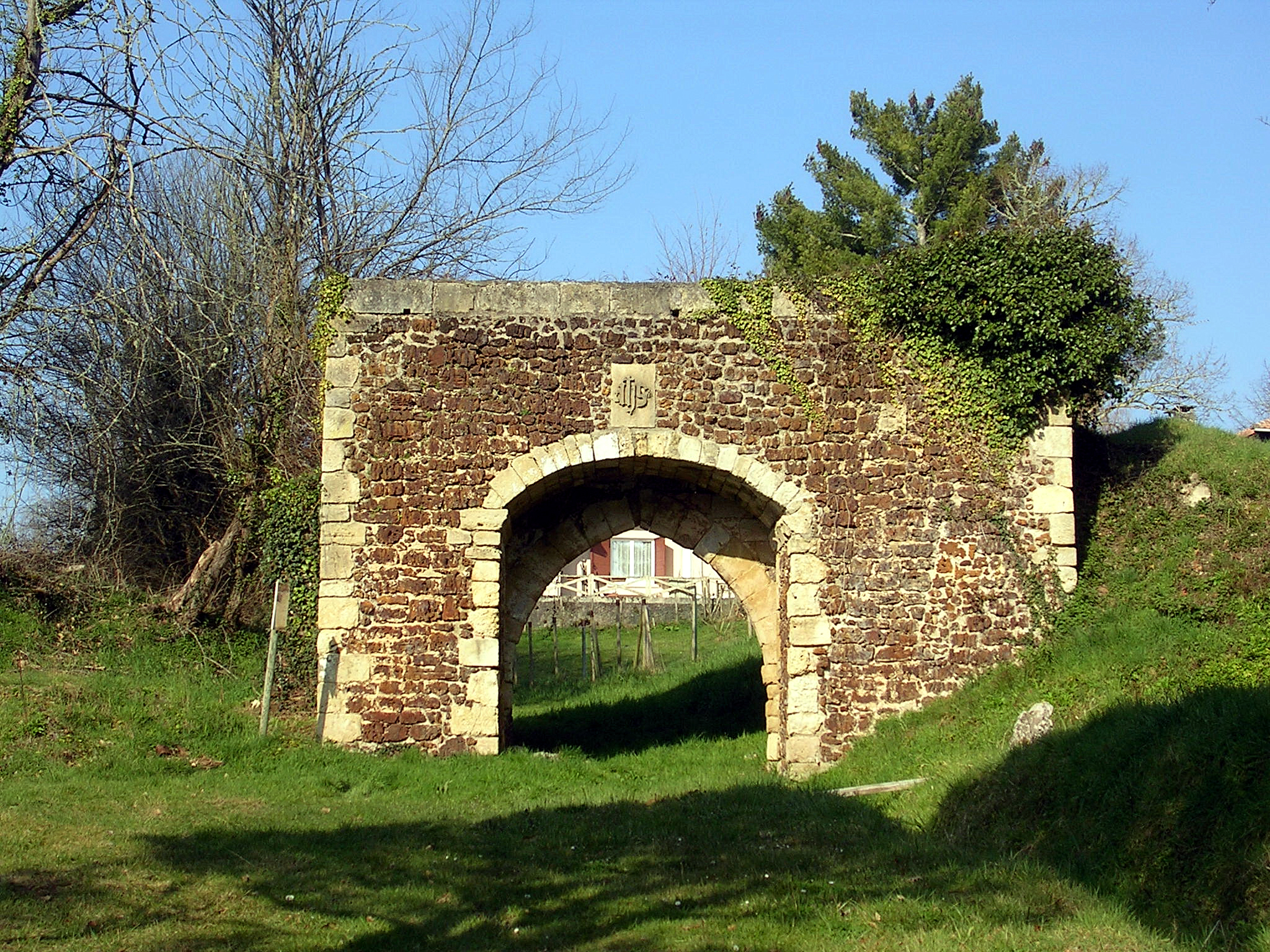
Porte des Anglais, en Sore, siglo XIII.
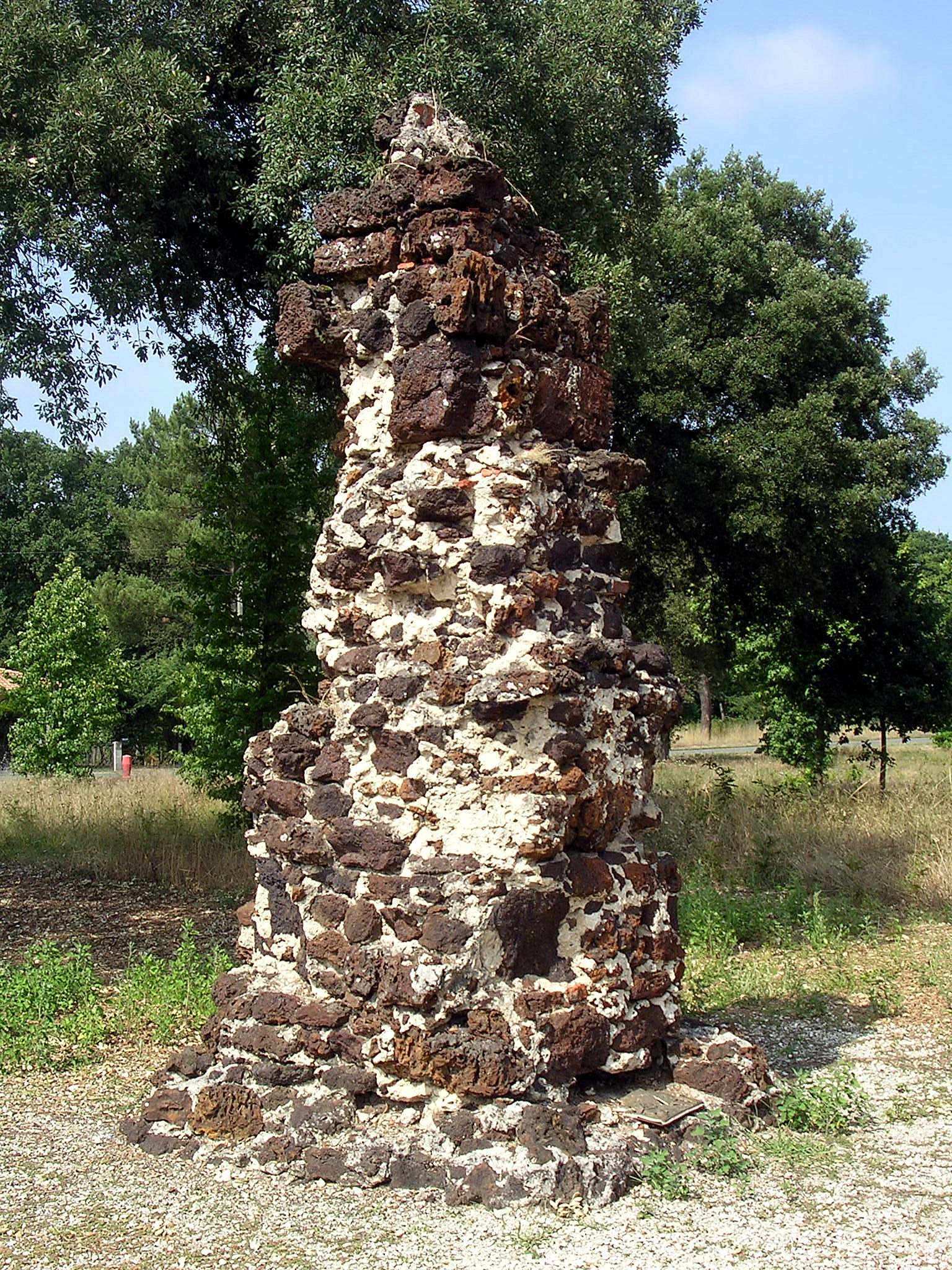
Borne de sauveté de Mimizan, siglo XI.
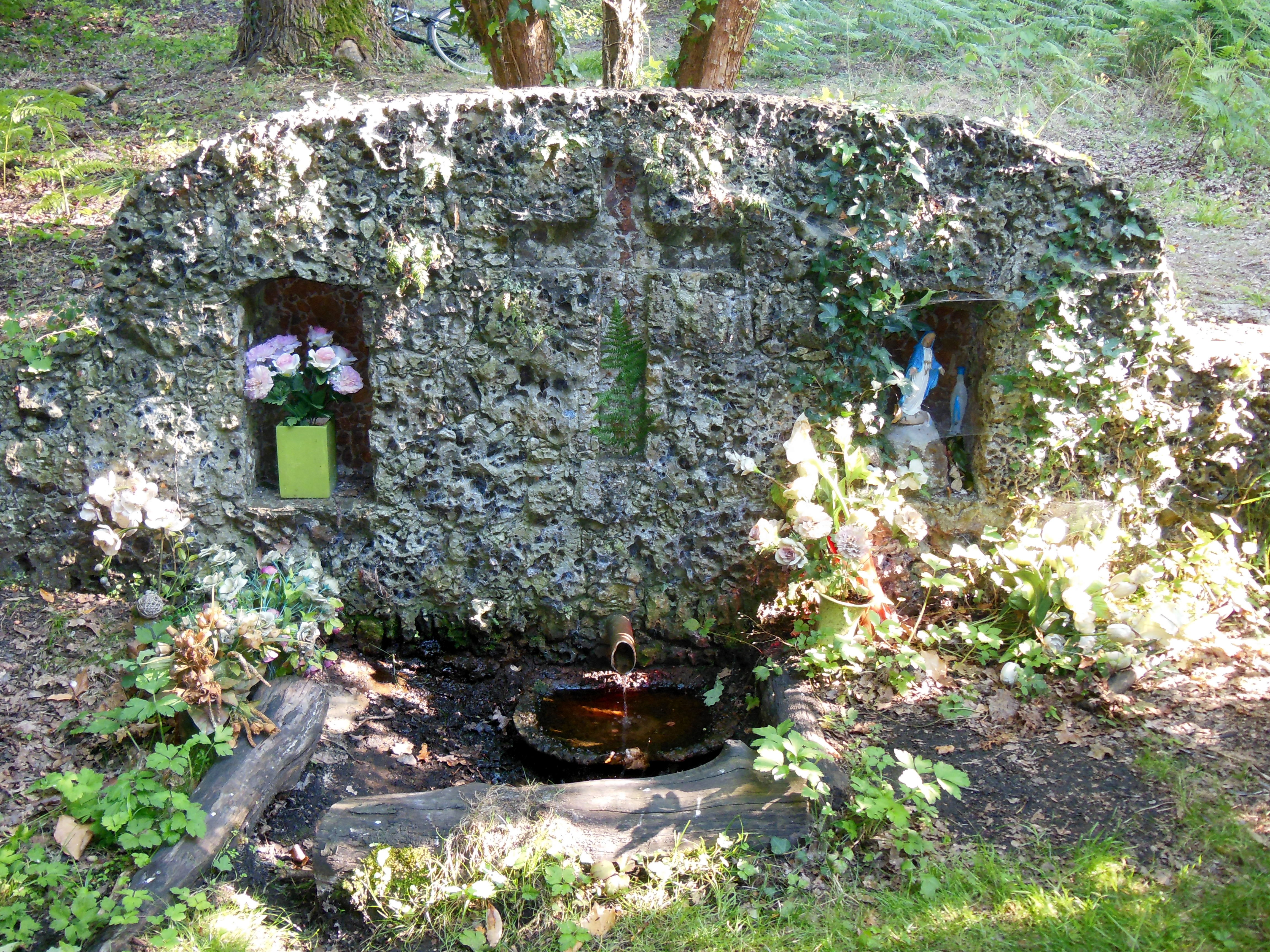
Fontaine Notre-Dame en Mimizan.

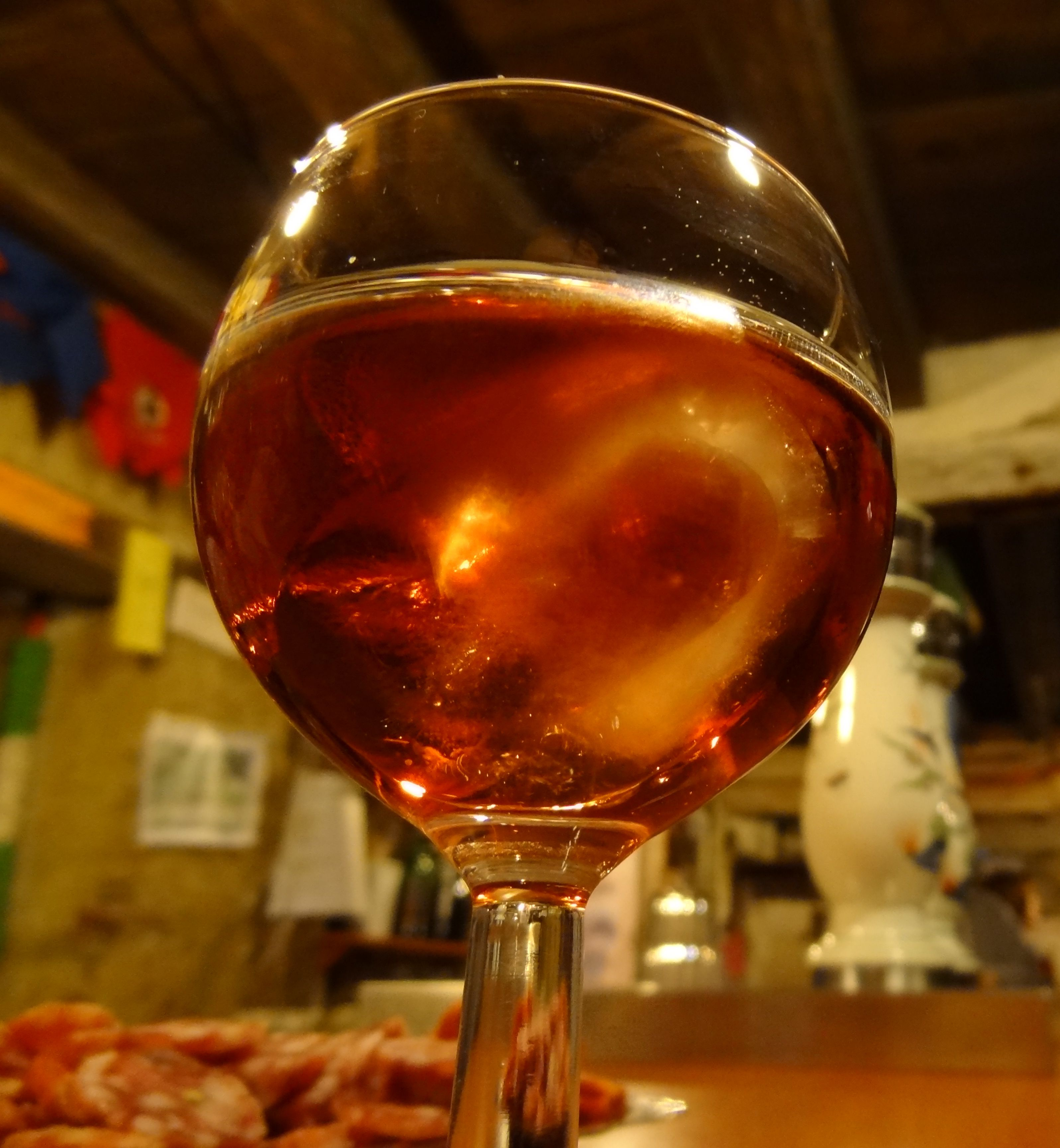
Una copa de "Garluche"

## Bebida alcohólica
Este mineral ha dado nombre a La Garluche, una marca registrada de un aperitivo artesanal elaborado en Blanquefort a base de vino blanco, ron y ralladura de naranja amarga. Este aperitivo se llama así porque su color óxido es parecido al del garluche.